# John Payne (aktor)
John Howard Payne (ur. 28 maja 1912 w Roanoke, zm. 6 grudnia 1989 w Malibu w Kalifornii) – amerykański aktor filmowy i telewizyjny. Posiada dwie gwiazdy na Hollywoodzkiej Alei Gwiazd.

## Filmografia

### Filmy fabularne
- 1936: Dodsworth jako Harry McKee
- 1941: Zapamiętaj ten dzień (Remember the Day) jako Dan Hopkins
- 1946: Ostrze brzytwy (The Razor's Edge) jako Gray Maturin
- 1947: Cud na 34 ulicy jako Fred Gailey
- 1956: The Boss jako Matt Brady
- 1970: The Savage Wild jako John

### Seriale TV
- 1950: Robert Montgomery Presents
- 1961: The Dick Powell Show jako James J. Fitts
- 1970: Gunsmoke jako Amos Gentry
- 1971: Cade’s County jako Clement Stark
- 1975: Columbo: Forgotten Lady jako Ned Diamond